# 史金德隕石坑

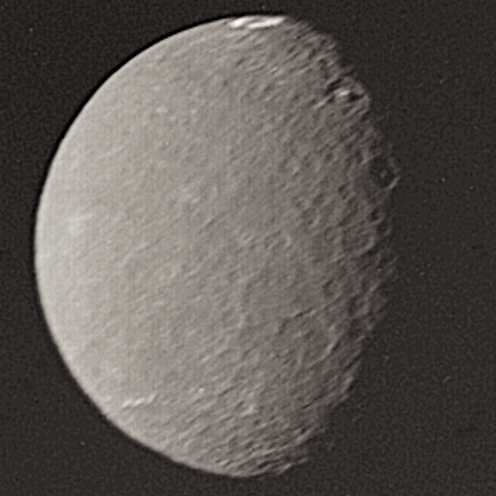
史金德隕石坑是天衛二晨昏圈上接近二點鐘方向有明亮中央峰的隕石坑。

史金德隕石坑（Skynd）是一個位於天王星衛星天衛二表面的隕石坑。它的直徑在72公里和110公里之間。中心座標1°48′S 331°42′E / 1.8°S 331.7°E。
史金德隕石坑有一個明亮的中央峰，在天衛二大部分區域都相當暗的表面上，該隕石坑是少數幾個反照率特徵。
該隕石坑的名稱來自北歐神話中一個偷了住在 Englerup 的人三個妻子的洞穴巨人。